# Maromokotro
Maromokotro é a montanha mais alta da ilha de Madagáscar com 2876 metros de altitude . Fica no norte da ilha.